# Герб Республики Алтай
Герб Республики Алтай является государственным символом Республики Алтай Российской Федерации. Принят Государственным собранием — Эл Курултаем Республики Алтай 6 октября 1993 года. Зарегистрирован за № 187 в Геральдическом регистре РФ.

## Описание
Герб представляет собой сине-голубой круг, окаймлённый узкой полоской золотистого цвета. Это символ вечного синего неба Алтая. На сине-голубом фоне изображены: в верхней части круга трёхглавая вершина одной из высочайших гор Центральной Азии Белухи (Юч Сюмера), символизирующая красоту и мощь родной земли (белого цвета); в центре белый грифон Кан-Кереде с головой и золотистыми крыльями птицы и туловищем льва (пятна на туловище золотистого цвета, грудь, когти и пятна на ногах и кончик хвоста красно-сиреневого цвета, клюв, основания и концы крыльев, пятно на шее чёрные), олицетворяющий собой священную солнечную птицу, стерегущую покой, мир, счастье, богатство родной земли, покровительницу зверей, птиц и природы; в нижней части круга орнаментальное изображение двух самых больших рек Алтая Бии и Катуни с их притоками; между ними треножник золотистого цвета — дом, символ Родины, крепости и вечности родного дома; волнистые линии под треножником символ Телецкого озера (Алтын-Кёль). Орнаментальное изображение рек и Телецкого озера бирюзово-изумрудного цвета.